# Katar világörökségi helyszínei
Katar területéről eddig egy helyszín került fel a világörökségi listára, kettő másik helyszín a javaslati listán várakozik a felvételre.
| | Al-Zubarah és környékének régészeti feltárásai |
| 2013 |                                                |
| Kulturális (III)(IV)(V) |                                                |
| Védett terület: 415,66 ha, puffer zóna: 7 196,4 ha, hivatkozás: 1402 |                                                |
| Az Arab-öböl mellett fekvő Al Zubarah kereskedelmi központot kuvaiti kereskedők alapították a 18. században. Virágkora körülbelül a 18. század végén és a 19. század elején egy fél évszázadon keresztül tartott. Egyike volt a azoknak a kis független városállamoknak, amelyek az európai, perzsa és oszmán birodalmak fennhatóságán kívül létezett és fejlődött. 1811-ben nagy részét lerombolták, majd a 20. század elején teljesen elnéptelenedett. Maradványait betemette a homok, ami jó állapotban konzerválta. Al Zubarah az Indiai-óceán melletti településekkel, Arábiával és Nyugat-Ázsiával tartott fenn kereskedelmi kapcsolatokat tevékenységének nagy részét luxuscikkek adásvétele alkotta. A kettős fallal megerősített településnek csak kis részét tárták fel, a jó állapotú maradványoknak köszönhetően rekonstruálható a város szerkezete. Al Zubaráh hasonlított az Arab-öböl mellett elterülő többi kereskedővároshoz, jelentőségét az adja, hogy már három generáció óta lakatlan, így zavartalanul tanulmányozható. Az ásatások során paloták, mecsetek, utal, kertes házak, halászkunyhók, temetők és a kikötő maradványai kerültek elő. |                                                |

## Javasolt helyszín
| Megnevezés                             | Kép | Típus      | Kritérium | Év   | Link |
| -------------------------------------- | --- | ---------- | --------- | ---- | ---- |
| Khor Al-Adaid Természetvédelmi Terület |     | Természeti | VII, VIII | 2008 | 5317 |
| Katari Nemzeti Múzeum                  |     | Kulturális | VI, VI    | 2025 | 6815 |